# 北京银泰中心
39°54′21″N 116°27′11″E / 39.905897°N 116.453077°E

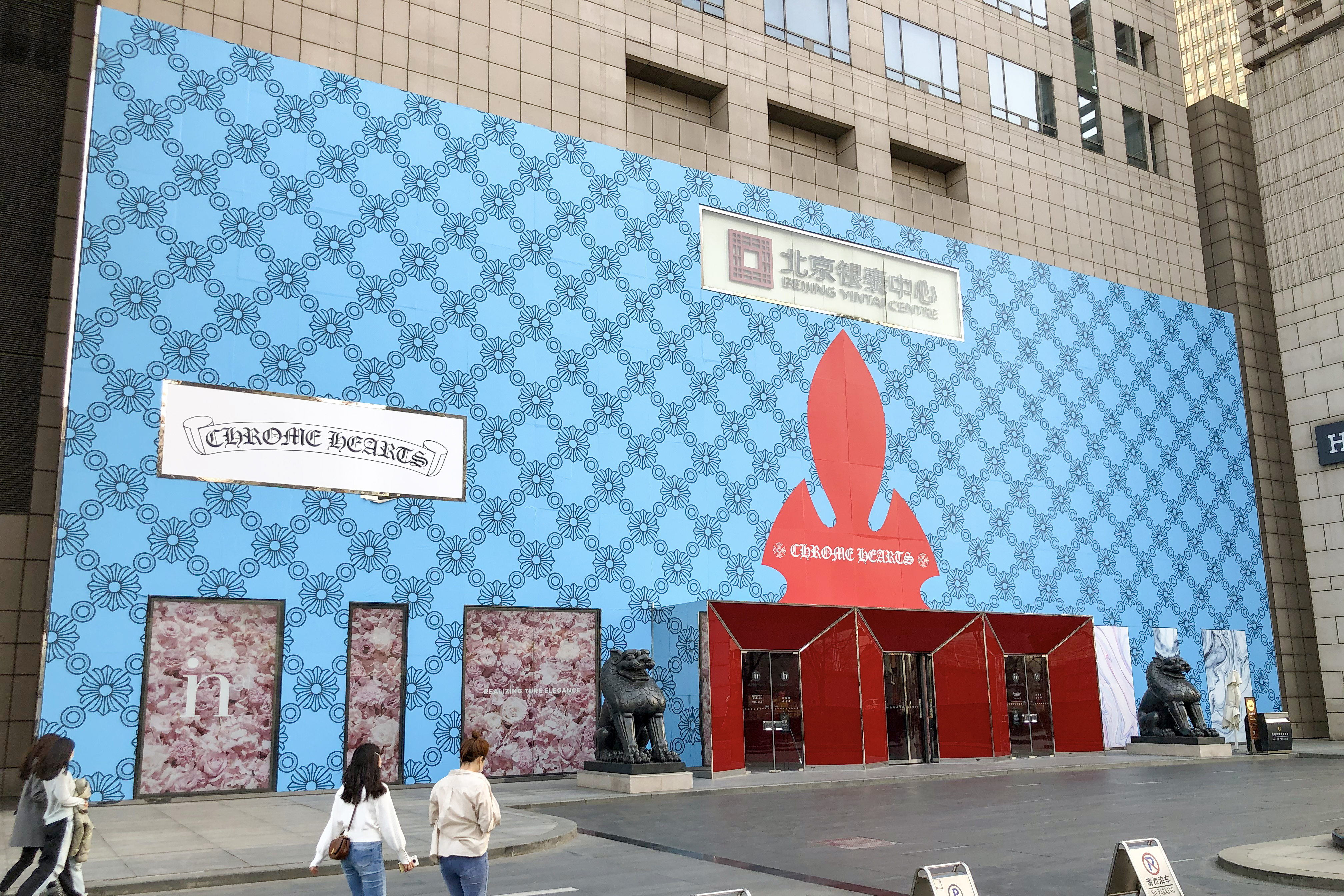
銀泰中心in01购物中心入口

北京银泰中心in01位于北京市朝阳区CBD的核心地带，北临长安街，东接东三环，与中国国际贸易中心国贸大厦隔街相望。该项目包括一栋249.9米高的塔楼和两栋186米高的塔楼。总建筑面积约36万平方米，地下4层。三座高层建筑平面上呈品字形分布，由凯悦国际集团旗下的豪华酒店柏悦级酒店、甲级5A级写字楼以及奢侈品商业中心柏悦生活中心（PARKING LIFE）组成，为北京中央商务区的核心地带地标建筑之一，同时也是银泰裕盛运营的4个in系列商业项目之一。

## 历史
2008年开业，银泰中心的主楼63层，东西两楼为写字楼，高42层，其中东楼为中国人民财险大廈，是中国财险的总部。项目由中国银泰投资有限公司投资，北京银泰置业有限公司开发，中国电子工程设计院与约翰·波特曼建筑事务所联合设计，项目总设计师为陈柏。